# Disjunkte Vereinigung

Die disjunktive Vereinigung der Mengen und ist eine andere Menge, die aus allen Elementen von und konstruiert wird, ohne verdoppelte Elemente aus und als „dieselben“ zu identifizieren. Im Bild besitzt jedes Polygon ein „Etikett“, welches die Unterscheidung von sonst gleichen Figuren ermöglicht.

Im mathematischen Teilgebiet der Mengenlehre gibt es zwei leicht unterschiedliche Verwendungen des Begriffes disjunkte Vereinigung.

## Definition
Die nachfolgende Unterscheidung entspricht genau dem Unterschied zwischen innerer und äußerer direkter Summe. Die beiden Definitionen stellen die verschiedenen Sachverhalte dar, die jedoch beide als disjunkte Vereinigung bezeichnet werden. Daher muss der Begriff abhängig von seinem Kontext verstanden werden. Die Notationen im Artikel werden in der Literatur nicht nur in dieser Art verwendet, meist letztere für ersteren Umstand.

### Vereinigung disjunkter Mengen
Eine Menge {\displaystyle X} ist die disjunkte Vereinigung eines Systems {\displaystyle (X_{i})_{i\in I}} von Teilmengen {\displaystyle X_{i}\subseteq X}, geschrieben
{\displaystyle X={\dot {\bigcup _{i\in I}}}X_{i},}
wenn die folgenden beiden Bedingungen erfüllt sind:
- {\displaystyle X_{i}\cap X_{j}=\varnothing ,} falls {\displaystyle i\neq j},   das heißt also, die {\displaystyle X_{i}} sind paarweise disjunkt;
- {\displaystyle \textstyle X=\bigcup \limits _{i\in I}X_{i}},   das heißt, {\displaystyle X} ist die Vereinigung aller Mengen {\displaystyle X_{i}}.

### Disjunkte Vereinigung beliebiger Mengen
Sind Mengen {\displaystyle X_{i}} für {\displaystyle i\in I} gegeben, so heißt die Menge
{\displaystyle \bigsqcup _{i\in I}X_{i}=\bigcup _{i\in I}\{(i,x)\mid x\in X_{i}\}}
die disjunkte Vereinigung der Mengen {\displaystyle X_{i}}. Sie ist in etwa eine Vereinigung, bei der die Mengen vorher künstlich disjunkt gemacht werden.

### Disjunkte Vereinigung topologischer Räume
Seien {\displaystyle (X,\tau )} und {\displaystyle (Y,{\tilde {\tau }})} topologische Räume. Die disjunkte Vereinigung von {\displaystyle X} und {\displaystyle Y} ist gegeben durch {\displaystyle X\sqcup Y=(X\times \{0\})\cup (Y\times \{1\})}. Versehen mit der Topologie {\displaystyle \tau \sqcup {\tilde {\tau }}=\{U\sqcup V:U\in \tau {\text{ und }}V\in {\tilde {\tau }}\}}, ist {\displaystyle (X\sqcup Y,\tau \sqcup {\tilde {\tau }})} wieder ein topologischer Raum. Man spricht auch von der „topologischen Summe“ von {\displaystyle X} und {\displaystyle Y}.

## Eigenschaften
- Für die Mächtigkeiten gilt: {\displaystyle \left|\bigsqcup \limits _{i\in I}X_{i}\right|=\sum _{i\in I}|X_{i}|}. In der Kardinalzahlarithmetik ist die Summe gerade durch diese Beziehung definiert.
- Die disjunkte Vereinigung {\displaystyle \bigsqcup \limits _{i\in I}X_{i}} ist das kategorielle Koprodukt in der Kategorie der Mengen. Das bedeutet: Abbildungen {\displaystyle f\colon \bigsqcup \limits _{i\in I}X_{i}\to Y} entsprechen eineindeutig Systemen von Abbildungen {\displaystyle (f_{i})_{i\in I}} mit {\displaystyle f_{i}\colon X_{i}\to Y}.
- Sind die Mengen {\displaystyle X_{i}} disjunkt, so ist die kanonische Abbildung {\displaystyle \bigsqcup \limits _{i\in I}X_{i}\to \bigcup \limits _{i\in I}X_{i}} bijektiv.

## Beispiele

### Beispiel der Vereinigung disjunkter Mengen
Disjunkte Vereinigung von {\displaystyle A=\{1,2,3\}} und {\displaystyle B=\{4,5,6\}}.
- {\displaystyle A\cap B=\varnothing } Beide Mengen sind disjunkt
- {\displaystyle A\;{\dot {\cup }}\;B=C}
- {\displaystyle C} ist die disjunkte Vereinigung der Mengen {\displaystyle A} und {\displaystyle B} ⇒ {\displaystyle C=\{1,2,3,4,5,6\}}
- Die Mengen {\displaystyle A} und {\displaystyle B} bilden hierbei eine Partition der Menge {\displaystyle C}
- Die disjunkte Vereinigung {\displaystyle A\sqcup B} im zweiten Sinn liefert die Paarmenge {\displaystyle D=\{(1,1),(1,2),(1,3),(2,4),(2,5),(2,6)\}}. Die Projektion {\displaystyle \pi _{2}} bildet {\displaystyle D} bijektiv auf {\displaystyle C} ab.

### Beispiel einer disjunkten Vereinigung beliebiger Mengen
Disjunkte Vereinigung von {\displaystyle X_{1}=\{1,2,3\}} und {\displaystyle X_{2}=\{1,2,3,4\}}.
- {\displaystyle I=\{1,2\}}
- {\displaystyle \textstyle \bigsqcup \limits _{i\in I}X_{i}=\bigcup \limits _{i\in I}\{(i,x)\mid x\in X_{i}\}=\{(1,1),(1,2),(1,3),(2,1),(2,2),(2,3),(2,4)\}}